# Calmont (Aveyron)
Calmont é uma comuna francesa na região administrativa de Occitânia, no departamento de Aveyron. Estende-se por uma área de 30,89 km². Em 2010 a comuna tinha 2 184 habitantes (densidade: 70,7 hab./km²).